# Péter Bernek
Péter Bernek (Budapest, 13 de abril de 1992) es un deportista húngaro que compitió en natación. Está casado con la nadadora Ágnes Mutina.
Ganó dos medallas en el Campeonato Mundial de Natación en Piscina Corta, oro en 2014 y bronce en 2016, cuatro medallas en el Campeonato Europeo de Natación, en los años 2012 y 2016, y seis medallas en el Campeonato Europeo de Natación en Piscina Corta entre los años 2011 y 2017.
Participó en tres Juegos Olímpicos de Verano, entre los años 2012 y 2020, ocupando el octavo lugar en Londres 2012, en la prueba de 4 × 200 m libre.

## Palmarés internacional
| Campeonato Mundial en Piscina Corta | Campeonato Mundial en Piscina Corta | Campeonato Mundial en Piscina Corta | Campeonato Mundial en Piscina Corta |
| Año                                 | Lugar                               | Medalla                             | Prueba                              |
| ----------------------------------- | ----------------------------------- | ----------------------------------- | ----------------------------------- |
| 2014                                | Doha (Catar)                        | Medalla de oro                      | 400 m libre                         |
| 2016                                | Windsor (Canadá)                    | Medalla de bronce                   | 400 m libre                         |
| Campeonato Europeo                  |                                     |                                     |                                     |
| Año                                 | Lugar                               | Medalla                             | Prueba                              |
| 2012                                | Debrecen (Hungría)                  | Medalla de plata                    | 200 m espalda                       |
| 2012                                | Debrecen (Hungría)                  | Medalla de bronce                   | 4 × 200 m libre                     |
| 2012                                | Debrecen (Hungría)                  | Medalla de bronce                   | 4 × 100 m estilos                   |
| 2016                                | Londres (Reino Unido)               | Medalla de bronce                   | 400 m libre                         |
| Campeonato Europeo en Piscina Corta |                                     |                                     |                                     |
| Año                                 | Lugar                               | Medalla                             | Prueba                              |
| 2011                                | Szczecin (Polonia)                  | Medalla de bronce                   | 200 m espalda                       |
| 2012                                | Chartres (Francia)                  | Medalla de plata                    | 200 m espalda                       |
| 2013                                | Herning (Dinamarca)                 | Medalla de plata                    | 200 m espalda                       |
| 2015                                | Netanya (Israel)                    | Medalla de oro                      | 400 m libre                         |
| 2017                                | Copenhague (Dinamarca)              | Medalla de oro                      | 400 m estilos                       |
| 2017                                | Copenhague (Dinamarca)              | Medalla de plata                    | 400 m libre                         |